# Otis Armstrong
Otis D. Armstrong (* 15. November 1950 in Chicago, Illinois; † 13. Oktober 2021) war ein US-amerikanischer American-Football-Spieler auf der Position des Runningbacks, der seine gesamte Karriere bei den Denver Broncos in der National Football League (NFL) spielte.

## Frühe Jahre
Armstrong ging in seiner Geburtsstadt Chicago, Illinois, auf die Highschool. Später besuchte er die Purdue University.  In drei Jahren erzielte er für das Collegefootballteam 3.315 erlaufene und 389 gefangene Yards mit insgesamt 23 Touchdowns. Zusätzlich erzielte er noch sieben Touchdowns nach Kick Returns. Nach der Saison 1972 wurde er zum Big Ten Most Valuable Player gewählt. 1987, anlässlich des 100-jährigen Bestehens der Universität, wurde er in das Purdue All-Time-Team gewählt. Am 16. Mai 2012 wurde er in die College Football Hall of Fame aufgenommen.

## NFL
Armstrong wurde im NFL-Draft 1973 in der ersten Runde an neunter Stelle von den Denver Broncos ausgewählt. In seiner ersten NFL-Saison wurde er nur spärlich eingesetzt. Seine ersten beiden Touchdowns erzielte er am fünften Spieltag in seiner zweiten Saison im Spiel gegen die New Orleans Saints. Insgesamt erzielte er in der Saison 1.407 erlaufene Yards (9 Touchdowns), was ihm zum besten Spieler in der Kategorie machte. In der Saison 1977 erreichte er mit den Broncos den Super Bowl XII, welcher mit 10:27 gegen die Dallas Cowboys verloren ging.
In acht NFL-Saison, welche er allesamt bei den Broncos verbrachte, erzielte er 4.453 erlaufene und 1.302 gefangene Yards (32 Touchdowns). 